# Chelle-Debat
Chelle-Debat är en kommun i departementet Hautes-Pyrénées i regionen Occitanien i sydvästra Frankrike. Kommunen ligger i kantonen Pouyastruc som tillhör arrondissementet Tarbes. År 2022 hade Chelle-Debat 215 invånare.

## Befolkningsutveckling
Antalet invånare i kommunen Chelle-Debat
| Referens: INSEE |